# Chính sách thị thực của Cộng hòa Trung Phi

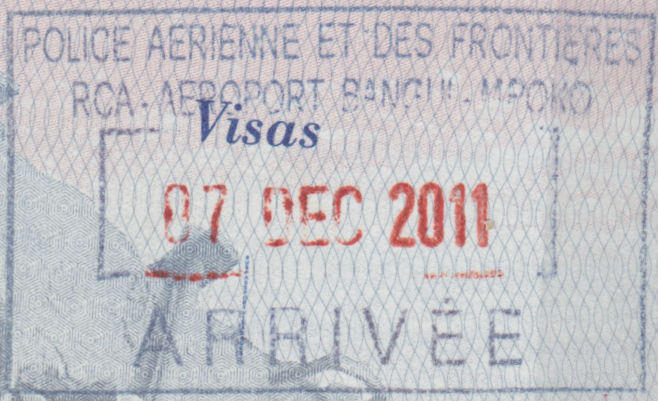
Dấu nhập cảnh

Du khách đến Cộng hòa Trung Phi phải xin thị thực từ một trong những phái vụ ngoại giao Cộng hòa Trung Phi trừ khi họ đến trừ một trong những nước được miễn thị thực.

## Bản đồ chính sách thị thực

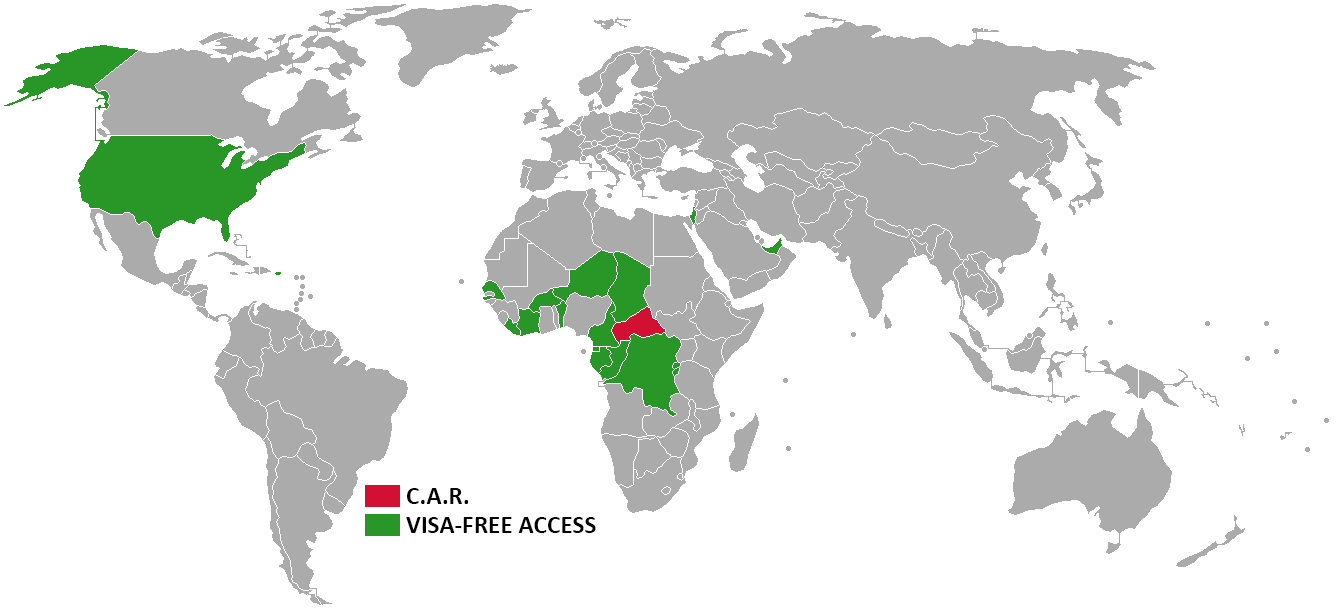
Cộng hòa Trung Phi
Miễn thị thực

## Miễn thị thực
Công dân của  14 nước sau có thể đến Cộng hòa Trung Phi mà không cần thị thực lên đến 90 ngày:
| - Benin - Burkina Faso - Burundi - Cameroon - Tchad - Cộng hòa Congo - Cộng hòa Dân chủ Congo | - Bờ Biển Ngà - Israel - Liberia - Niger - Rwanda - Sénégal - Hoa Kỳ |

Quá cảnh không cần thị thực được áp dụng với người sẽ tiếp tục hành trình với chuyến bay tiếp theo.